# Війна в небесах
Війна в небесах (англ. War in Heaven) — науково-фантастичний роман Девіда Зінделла, четвертий і останній роман тетралогії «Реквієм по Homo Sapiens». Опублікований в 1998 році. Перекладений на російську мову в 2003 році. Українською мовою не перекладався.

## Сюжет
Данло возз'єднується з пілотами, які були направлені для знаходження Таннахіла. Він виявляє, що його колишній друг Хануман Лі Тош отримує контроль над Невернессом. Його фактичне правління багато хто вважає диктаторським. Крім того, він починає будувати універсальний комп'ютер. Побоюючись, що це викличе гнів "богів" пілоти вирішують за будь-яку ціну повалити Ханумана. Однак, оскільки він популярний, це повалення планується зробити за допомогою зовнішнього вторгнення з інших світів. Проте частина світів відмовляється брати участь в цьому, і стає на бік Ханумана.
Данло вирішує виступити послом, і перебуває на Невернесс, де пропонує Хануману капітулювати, і відмовитися від будівництва машини. Той, відмовляється, і ув'язнює Данло у в'язницю. Втікши звідти, Данло стикається з новими випробуваннями - противники Ханумана підривають систему вироблення їжі, щоб поставити його уряд на коліна. Однак той не здається, починається голод і Данло, порушуючи раніше дану обітницю непролиття крові, здобуває для свого сина їжу полюванням. У всіх цих бідах він звинувачує самого Ханумана, тому незабаром головні герої сходяться у вирішальному двобої.